# خانه (فیلم ۱۳۹۵)
خانه (به ترکی آذربایجانی: ائو یا اِو) فیلمی ایرانی به کارگردانی، نویسندگی و تهیه‌کنندگی اصغر یوسفی‌نژاد محصول سال ۱۳۹۵ است. بازیگران آن محدثه حیرت، رامین ریاضی، غلامرضا باقری و صدیقه دریانی هستند. این فیلم در سی و پنجمین دوره جشنواره فیلم فجر در ۱۳۹۵ به نمایش درآمد.

## خلاصه داستان
مردی از دنیا رفته و همه دور جسد او جمع شده‌اند اما جسد از چشم تماشاگران دور نگه داشته می‌شود. متوفی وصیت کرده  بودکه بعد از مرگ، جسد او را در اختیار دانشکده پزشکی برای استفاده علمی قرار دهند اما دخترش شدیداً مخالف است.

## بازیگران
- محدثه حیرت
- رامین ریاضی
- غلامرضا باقری
- صدیقه دریانی
- نرجس دل‌آرام
- پریناز پاشازاده
- سیروس مصطفی
- اکبر شریعت
- میثم ولیخانی
- فریبا سهرابی
- وحیده نویدی
- رضا محمودی
- حامد غفارپور
- حسام کاظمی
- محسن کهنسال
- رضا محمدی
- حمید صلاحی
- شمس‌الله کیان
- سحر داوودی
- غلامرضا آقاجانی
- سلوی خدایی